# Aeneator galatheae
Aeneator galatheae är en snäckart som beskrevs av Powell 1958. Aeneator galatheae ingår i släktet Aeneator och familjen valthornssnäckor. Inga underarter finns listade i Catalogue of Life.